# O Ribeiro
Pour les articles homonymes, voir Ribeiro.
O Ribeiro est une comarque de la province d'Ourense en Galice (Espagne).  Cette comarque est traversée par le fleuve Minho et les rivières Arnoia et Avia. Le climat est propice à la culture de la vigne.

## Communes
- A Arnoia
- Avión
- Beade
- Carballeda de Avia
- Castrelo de Miño
- Cenlle
- Cortegada
- Leiro
- Melón
- Ribadavia est le chef-lieu de la comarque.